# American League
American League (eller mere formelt American League of Professional Baseball Clubs, ofte forkortet AL) er en af de to ligaer, som sammen med National League udgør Major League Baseball, det højeste sportslige niveau inden for professionel baseball i Nordamerika. Ligaen fik "major league"-status i 1901, 25 år efter National League, og betegnes derfor også ofte the Junior Circuit.
American League består af 15 hold, der er delt op i divisionerne West, Central og East alt efter holdenes geografiske placering. 14 af holdene har hjemmebane i USA, mens det sidste hold, Toronto Blue Jays, stammer fra Canada.
Ligaen udviklede sig fra den mindre Western League fra den nordlige del af USA. Siden 1903 har ligamestrene fra American League mødt de tilsvarende mestre fra National League i World Series, hvor en samlet vinder findes i et syv kampes turneringsformat. Til og med 2006-sæsonen har American League-holdene vundet 60 af de 102 spillede World Series. Endvidere har AL vundet den årlige All-Star-kamp alle gange siden 1997 (bortset fra i 2002, hvor kampen blev stoppet pga. manglende udskiftningsspillere).
Siden 1997 har hold fra American League ligeledes spillet mod hold fra National League i løbet af den regulære sæson, i det såkaldte interleague play. Også her har American League-hold domineret de seneste tre år (2005-2007) med en statistik på 427 vundne kampe mod 329 nederlag.
Den største regelmæssige forskel på American League og National League er reglen om designated hitter (DH). Ifølge denne må AL-hold godt lade en anden spiller batte i stedet for pitcheren, uden at denne spiller tager del i holdets defensiv.

## Hold i American League
Ligesom National League er American League blevet udvidet ad flere omgange, ligesom adskillige hold er flyttet til nye byer. I 1969 blev begge ligaer opdelt i to divisioner (East og West), og i 1994 blev den tredje division Central tilføjet. Siden 1998-sæsonen har American League bestået af de følgende hold.

### Western Division
- Los Angeles Angels
- Oakland Athletics
- Seattle Mariners
- Texas Rangers
- Houston Astros

### Central Division
- Chicago White Sox
- Cleveland Guardians
- Detroit Tigers
- Kansas City Royals
- Minnesota Twins

### Eastern Division
- Baltimore Orioles
- Boston Red Sox
- New York Yankees
- Tampa Bay Rays
- Toronto Blue Jays